# Charles François Berton
Charles François (Francisque) Montan Berton, född den 10 september 1820 i Paris, död där den 18 januari 1874, var en fransk skådespelare. Han var son till tonsättaren Henri Montan Berton och far till dramatikern Pierre Berton. 
Berton uppträdde första gången på scenen, på Théâtre Français, 1837, spelade därefter på Vaudeville, återvände till Français, men lämnade efter några år Frankrike och tog, 1846, fast anställning i Sankt Petersburg, där han stannade till 1854, då han for tillbaka till Paris och efterträdde Bressant på Gymnase. Berton spelade där i många år och ansågs som en av de främsta skådespelarna i dramavaudevillen. Han var gift med Carolina Samson, dotter till skådespelaren och konservatorieprofessorn Joseph Isidore Samson, författarinna till flera romaner och ett par proverb.